# پییر داغر
پی‌یر داغر (زاده ۲۳ آوریل ۱۹۶۳) بازیگر اهل کشور لبنان است. وی در زمینه بازیگری فعالیت دارد.

## فیلم‌شناسی

### فیلم
- یک روز می‌روم - مازن. ۲۰۱۵
- ۳۳ روز - Avi. 2012
- "زبان مادری" - 1389
- به وقت شام

### تلویزیون
- قیامات البنادیق - ابوعلی ملامح قاسم.[۱] ۲۰۱۳
- الغالبون ۲۰۱۱
- مدار صفر درجه. ۲۰۰۷
- خالد بن ال ولید - ابو عبیده بن الجاره. ۲۰۰۶
- هم سایه
- ساخت ایران. ۲۰۱۱
- ژنرال منیب- نجلا‌ ۲. ۲۰۲۲

### نقش‌های دوبله
- یوسف پیامبر - یعقوب[۲]